# Šeškinė
Šeškinė är en stadsdel i Litauens huvudstad Vilnius. Šeškinė ligger 165 meter över havet och antalet invånare är 31 333.